# .vc
.vc este un domeniu de internet de nivel superior, pentru Sfântul Vincent și Grenadine (ccTLD).